# Fas (derecho romano)
En el derecho romano se entendía por fas el derecho de los dioses, es decir, lo permitido y manifestado por la divinidad.
El fas era dado por los sacerdotes y se contraponía, como derecho divino, al derecho humano o ius.

## Los pontífices y el derecho
El predominio de la jurisprudencia pontifical se intensifica después de la sanción de la Ley de las XII Tablas, cuando los pontífices, haciendo aplicaciones prácticas de sus normas crean, por una especial interpretación, diversas instituciones jurídicas.
Esta intensificación, sumado a que eran miembros del aparato político del Estado hacía de los Colegios Sacerdotales sitios sumamente importantes en la vida romana.
Tres fueron los colegios sacerdotales que se destacaron en la misión de interpretar la voluntad de los dioses y auxiliar al rey en el manejo de los sacra publica: el de los pontífices, el de los augures y el de los feciales.
El Colegio de Pontífices, presidido por el pontífice máximo (pontifex maximus), árbitro de lo divino y lo humano, tuvo funciones como: controlar los distintos cultos privados y, en especial, el culto público; llevar los archivos religiosos de los acontecimientos más notables de la vida del Estado; redactar el calendario y emitir dictamen frente a la adopción de personas sui iuris (adrogatio) y a los testamentos, destacándose su labor de intérprete del derecho de la época (mores maiorum consuetudo). Así respondía sobre temas jurídicos, asesoraba a los particulares y suministraba las formas procesales.
Al Colegio de Augures le correspondía consultar la voluntad divina (auspicia) en los actos de carácter político o militar que pudieran tener gravitación sobre la construcción del Estado. Por su parte, el Colegio de Feciales intervenía en las relaciones internacionales, especialmente en las declaraciones de guerra y la concertación de la paz.

## Decadencia de la exclusividad religiosa
Fue solo en la  República tardía cuando se abrió paso la jurisprudencia laica y se operó del proceso de secularización del Ius, con lo cual viene a producirse la diferenciación entre el derecho y la religión. De esa época, pues, fas equivale a ius divinum; es la norma religiosa, el derecho revelado por los dioses, que regula las acciones de los hombres con la divinidad, en tanto que el Ius es el derecho humano.
El predominio de la jurisprudencia pontifical perdura mientras los sacerdotes pueden mantener el secreto de las fórmulas y de los ritos procesales, pero aquel proceder conspiraba contra el desarrollo y florecimiento de la legislación.
- Ius Flavianum: Fue el primer intento en secularizar el derecho de Roma. Publicado en el año 304 a. C., según la tradición sería obra de un liberto llamado Cneo Flavio en el cual dio a conocer las fórmulas y el calendario.

- Ius Aelianum y la Tripertita: En el 204 a. C. se publica el ius Aelianum, llamada así en homenaje a su autor Sextus Aelius Petus, habría contenido una colección de nuevas fórmulas de las acciones. También se le atribuye a él la paternidad de la Tripertita, obra que se ha considerado el primer tratado sistemático de derecho. Se encontraba dividida en tres partes: la primera contenía la Ley de las XII Tablas; la segunda, una interpretación de la ley decenviral y la tercera, actiones.

A partir del conocimiento de estas obras es que se da paso a la jurisprudencia laica, rompiendo con el hermetismo de los sacerdotes.